# Pont de Can Pasqual
El Pont de Can Pasqual és una obra d'Arbúcies (Selva) inclosa a l'Inventari del Patrimoni Arquitectònic de Catalunya.

## Descripció
Pont de dos arcs, de pedra i maons, pla i amb baranes de pedra. Comunica la carretera d' Arbúcies amb la masia de Can Pascual. Sota el primer arc hi ha una font.
Passa per sobre de la riera d'Arbúcies, afluent per l'esquerra del riu Tordera